# Медаль Кондратьева
Меда́ль Кондра́тьева — награда, учреждённая в 1993 году Международным фондом имени Н. Д. Кондратьева и Российской академией естественных наук, которая вручается по результатам Международного конкурса на соискание медалей имени Николая Кондратьева раз в три года трём российским и трём зарубежным учёным за научные достижения в области общественных наук. Первое награждение состоялось в 1995 году. Имеет три степени: золотую, серебряную и бронзовую. С 1998 года молодым учёным также вручается памятная медаль Кондратьева.

## История

### Появление
19 марта 1992 года во время международной научной конференции, посвящённой 100-летию со дня рождения русского экономиста Николая Кондратьева был основан Международный фонд Н. Д. Кондратьева. Впоследствии данная международная конференция, целью которой являлось обсуждение актуальных проблем социально-экономической динамики в русле идей Н. Д. Кондратьева, стала регулярной и её было принято проводить раз в три года. В следующем, 1993 году Международным фондом имени Н. Д. Кондратьева совместно с Российской академией естественных наук была учреждена медаль Кондратьева с целью награждения участников конференции, добившихся больших успехов в своей научной работе. Было принято решение присуждать медаль трём российским и трём зарубежным учёным «за вклад в развитие общественных наук», а награждение осуществлять на следующей конференции.

### Первое награждение
В 1995 году произошло первое награждение медалью Кондратьева учёных, показавших научные достижения на конференции 1992 года. Первыми награждёнными оказались российские учёные Сергей Глазьев (золотая медаль), Александр Субетто (серебряная медаль) и Владимир Фальцман (бронзовая медаль), а также зарубежные учёные В. Крелле (Германия, золотая медаль), Ч. Маркетти (Италия, серебряная медаль) и Иван Абрамов (Беларусь, бронзовая медаль).

### Памятный вариант медали
С 1998 года молодым учёным также вручается памятная медаль Кондратьева. Первая медаль была вручена И. Е. Калабихиной.
В последующие годы лауреатами стали:
2001 г. – В. В. Кортунов, Н. Б. Нарбаев, В. Ф. Галецкий.
2004 г. – П. Н. Клюкин, С. Ю. Румянцева, Е. С. Никишина, А. В. Фомина.
2007 г. – О. С. Сухарев, Р. С. Голов.
2010 г. – А. Л. Арутюнов, А. Р. Бахтизин, А. А. Мальцев, В. А. Андреев.

## Лауреаты медали
- Глазьев, Сергей Юрьевич, 1995 год (золотая медаль)
- Яковец, Юрий Владимирович, 1998 год (золотая медаль)
- Бестужев-Лада, Игорь Васильевич, 2001 год (золотая медаль)
- Рязанов, Виктор Тимофеевич, 2001 год, серебряная медаль
- Гранберг, Александр Григорьевич, 2004 год (золотая медаль)
- Валлерстайн, Иммануил, 2004 год (золотая медаль)
- Гринберг, Руслан Семёнович, 2007 год (золотая медаль)
- Квинт, Владимир Львович, 2010 год (золотая медаль)
- Акаев, Аскар Акаевич, 2012 год (золотая медаль)
- Смирнова Ольга Олеговна, 2012 год (бронзовая медаль)
- Карлота Перес, 2012 год (серебряная медаль)
- Джордж Моделски, 2012 год (бронзовая медаль)
- Гринин, Леонид Ефимович, 2012 год (золотая медаль)
- Коротаев, Андрей Витальевич, 2012 год (золотая медаль)
- Пантин, Владимир Игоревич, 2014 год (золотая медаль)
- Эльжбета Манчинска, 2014 год (золотая медаль)
- Дементьев, Виктор Евгеньевич, 2014 год (серебряная медаль)
- Вильям Томпсон, 2014 год (серебряная медаль)
- Цирель, Сергей Вадимович, 2014 год (бронзовая медаль)

2017 год:
- Золотые медали:Садовничий, Виктор Антонович, Бондаренко Валентина Михайловна, Клейнер Георгий Борисович, Макашева Наталия Андреевна, Минакир Павел Александрович, Жульен Веркей (Франция), Петер Хавлик (Австрия), Фред Филлипс (США) ;
- Серебряные медали: Нусратуллин Вил Касимович, Супрун Владимир Иванович, Тюрина Елена Александровна, Брайан Берри (США), Дерлугьян Георгий Матвеевич(Армения), Зиад Санедзаде (Азербайджан);
- Бронзовые медали: Глазко Валерий Иванович, Дудин Михаил Николаевич, Румянцева Светлана Юрьевна, Ибрахим Фрахат (Катар).